# Степанян Цолак Олександрович
Цолак Олександрович Степанян (нар.. 1 січня 1911 (19 грудня 1910), Сатхе Ахалкалакського повіту Тифліської губернії — пом.. 8 жовтня 2002, Москва) — радянський і російський філософ, фахівець в галузі історичного матеріалізму і соціальної філософії. Член-кореспондент АН СРСР з 26 червня 1964 року по Відділенню філософії та права (філософія).

## Біографія
Закінчив Московський індустріально-педагогічний інститут імені К. Лібкнехта, там же навчався в аспірантурі. З 1933 року викладав історичний та діалектичний матеріалізм у закладах вищої освіти Москви. Кандидат філософських наук (1935). Член ВКП(б) (1938). З 1939 року — член редколегії та завідувач відділу пропаганди «Комсомольської правди». У травні 1941 року за публікацію статті І. Баканова «Вчення Леніна — Сталіна про війну» було звільнено з посади і направлено на наукову роботу в ІФ АН СРСР.
У період німецько-радянської війни перебував у діючій армії (учасник оборони Москви, лектор політуправління Московського військового округу). З 1946 року знову працював в Інституті філософії; заступник директора, у 1965 — 1988 роках — завідувач сектору (з 1972 року — відділом) наукового комунізму . Лікар філософських наук (1951), професор. З 1988 року — радник при дирекції Інституту.
Член редколегії журналу «Питання філософії» (1947—1968). Голова Наукової ради АН СРСР із закономірностей розвитку комуністичних суспільних відносин та духовного життя соціалістичного суспільства. 1968 року на засіданні Президії академії запропонував створити у її складі Відділення наукового комунізму. У доповідній записці ЦК КПРС Цолак Степанян вказував:

"Філософія вивчає загальносоціологічні, політекономія — економічні, а науковий комунізм — соціально-політичні закономірності виникнення та розвитку комуністичної формації… Пропоную виділити теорію наукового комунізму як спеціальний напрям у системі Академії наук, створити Інститут наукового комунізму і цим возз'єднати в АН СРСР єдність всіх трьох складових частин марксизму-ленінізму, організувати Відділення соціально-політичних наук. Воно має об'єднати інститути, які безпосередньо займаються комплексом соціально-політичних проблем: Інститут наукового комунізму, Інститут міжнародного робітничого руху АН СРСР ІМРД, Інститут соціології РАН ІКСІ.
— Цит. за Пугачёва М. Г.

## Нагороди
- Два ордени Трудового Червоного Прапора (20.01.1971; 05.01.1981).
- Орден «Знак Пошани» (22.02.1961, 1953).
- Медалі СРСР.

## Основні роботи
Книги
- «СРСР — соціалістична держава робітників і селян» (1937);
- «Хто такі націонал-соціалісти» (1942);
- «Питання марксистсько-ленінської філософії: збірка статей» (1950, спільно з Григорієм Глезерманом та Федором Єневичем);
- «Велика сила ідей ленінізму» (1950, спільно з Павлом Юдіним);
- «Про поступовий перехід від соціалізму до комунізму» (1951);
- «Розвиток В. І. Леніним та Й. В. Сталіним вчення про соціалізм та комунізм» (1952);
- «Будівництво комунізму та криза антикомунізму» (1959);
- «Закономірності переростання соціалістичної свідомості мас у комуністичну свідомість» (1963);
- «Дві фази у розвитку комуністичної формації» (1963);
- «Будівництво комунізму та духовний світ людини» (1966, редактор);
- «Діалектика сучасного у суспільному розвиткові» (1966, спільно з Федором Костянтиновим та Олександром Фрішем);
- «Пролетарський інтернаціоналізм та сучасність» (1970);
- «Радянський народ — будівельник комунізму» (тт. 1-2, 1977—1981; спільно з Курман-Галі Каракеєвим);
- «Діалектика становлення комуністичної формації: теоретико-методологічні проблеми» (1985)

Статті
- «О роли Советского государства в построении коммунизма в СССР» // «О развитии советского социалистического общества» (1950);
- Развитие И. В. Сталиным вопросов исторического материализма в период Великой Отечественной войны // Вопросы марксистско-ленинской философии. М., 1950;
- «О противоречиях при социализме» // «Вопросы философии», 1955, № 2;
- «В. И. Ленин об общих закономерностях и конкретных формах перехода к социализму» // «Вопросы философии», 1957, № 2;
- «О закономерностях перерастания социализма в коммунизм» // «Коммунист», 1959, № 14;
- «Строительство коммунистического общества и духовная нищета его критиков» // «Проблемы мира и социализма», 1959, № 5;
- «Успехи коммунизма и кризис антикоммунизма» // «Вопросы философии», 1959, № 12;
- «XX век — век торжества коммунизма» // «Вопросы философии», 1961, № 7;
- «О предмете курса „Основы научного коммунизма“» // «Вопросы философии», 1962, № 6;
- «Формирование коммунистического сознания масс» // «Коммунист», 1962, № 11;
- «Опыт ускоренного развития от вековой отсталости к современному прогрессу» // «Вопросы философии», 1963, № 1;
- «Ленин о закономерностях строительства коммунистической формации» // «В. И. Ленин — великий теоретик» (1966);
- «Социалистический интернационализм и националистическая идеология» // «Марксизм-ленинизм — единое интернациональное учение. Вып. 6» (1969);
- «Социалистический выбор и теория конвергенции» // «Проблемы и противоречия перестройки» (1990);
- «Единство и противоречия в развитии мировой цивилизации» // «Цивилизация на перепутье» (1992);
- «Новый социальный взрыв или исторический компромисс» // «Конфликт и согласие в современной России» (1993);
- «Разрешать социальные противоречия на основе философии здравого смысла» // «Социально-политические конфликты в современной России» (1994).